# José Genoino
José Genoino Neto (Quixeramobim, 3 de maio de 1946) é um político brasileiro, ex-presidente do Partido dos Trabalhadores, ex-deputado federal pelo estado de São Paulo e ex-guerrilheiro. Foi titular da Comissão de Constituição e Justiça e de Cidadania da Câmara dos Deputados entre 7 de março de 2013 e 3 de dezembro de 2013, quando renunciou ao mandato parlamentar.
Em 2005, foi denunciado no escândalo do mensalão pelos crimes de corrupção ativa e formação de quadrilha. A ação penal, julgada pelo Supremo Tribunal Federal (STF), o condenou a cumprir prisão em regime semiaberto em 12 de novembro de 2012. Em fevereiro de 2014, foi absolvido, após recurso, do crime de formação de quadrilha, sendo mantida a condenação por corrupção ativa.
Em 4 de dezembro de 2014, o STF extinguiu a pena de José Genoino, com base no indulto natalino decretado pela presidente Dilma Rousseff, o qual previa o perdão a todos os condenados do país que estivessem cumprindo pena em regime aberto ou em prisão domiciliar e aos quais faltassem menos de 8 anos para o cumprimento da pena.

## Histórico político
Genoino nasce na comunidade de Várzea Redonda, pertencente ao município de Quixeramobim. Passa a infância em Encantado, vilarejo de cerca de mil habitantes, entre os estudos primários no grupo escolar e o trabalho na roça, para ajudar os pais. Aos 13 anos muda-se para Senador Pompeu, cidade de dez mil habitantes, onde vive na casa paroquial a convite do padre local, que o apoia nos estudos.
Estudou filosofia e direito, sem concluir os cursos. Foi líder estudantil, integrando a União Nacional dos Estudantes (UNE). Muda-se para Fortaleza em 1964 e dois anos mais tarde, chega a trabalhar dois anos como operador de computador na IBM. Em 1968, aos 22 anos, ingressa no Partido Comunista do Brasil (PCdoB), partido que fazia oposição à ditadura militar instaurada no país.

### Participação na Guerrilha do Araguaia
Com a decretação do AI-5, em dezembro de 1968, muda-se para São Paulo e passa a viver na clandestinidade. Em 1970 vai para o interior do Pará com o objetivo de lutar na Guerrilha do Araguaia, uma das principais ações desenvolvidas pelo partido na época, durante a resistência à ditadura militar. Em 1972, Genoino é capturado por uma patrulha do Exército, comandada pelo coronel Lício Augusto, no conflito entre a patrulha e os guerrilheiros pertencentes ao Destacamento C, comandado por José Genoíno, cujo codinome na operação era "Geraldo".
Genoíno passa os cinco anos seguintes na prisão. Liberado em 1977, passa a lecionar História em um cursinho em São Paulo. É anistiado em 1979 e participa da fundação do Partido dos Trabalhadores (PT).

### Eleições e cargos
Pelo PT, foi eleito deputado federal por São Paulo em 1982, sendo reeleito sucessivamente em 1986, 1990, 1994 e 1998. Na eleição de 1998 foi o candidato a deputado federal mais votado do Brasil, com 307 mil votos.
Em 2002, candidatou-se ao governo de São Paulo, mas foi derrotado no segundo turno por Geraldo Alckmin. No mesmo ano, foi eleito presidente nacional do Partido dos Trabalhadores, substituindo José Dirceu e assumido o cargo de 2003 a 2005.
Foi considerado para assumir o Ministério da Defesa no início do Governo Lula, mas seu nome foi rejeitado pelos militares. Em 2006, depois do escândalo do mensalão, foi novamente eleito deputado federal por São Paulo, com 98 729 votos.
Ficou como suplente para o cargo de deputado federal nas eleições de 2010, assumindo em 2013. Nesse ínterim, foi assessor do ministro da defesa Celso Amorim de 2011 a 2013.

### Condecoração
Em 8 de maio de 2011, Genoíno foi condecorado pelo Ministério da Defesa com a Medalha da Vitória. Foi a primeira vez que um ex-guerrilheiro recebeu tal homenagem das Forças Armadas no Brasil. No entanto, a condecoração foi revogada em 2016, em virtude de sua condenação na Ação Penal 470.

### Renúncia ao cargo de deputado e aposentadoria
Em 3 de dezembro de 2013, para evitar uma possível cassação após sua condenação na Ação Penal 470, renunciou ao cargo deputado federal. Após a mesa diretora da Câmara dos Deputados abrir a votação para a cassação do mandato, o vice-presidente da casa, André Vargas, leu a carta de renúncia de Genoino no plenário da Câmara. O texto, no dia seguinte, foi publicado no Diário Oficial.
Genoino aposentou-se como deputado federal, por tempo de contribuição, em 2014.

## Controvérsias

### Acusação de antissemitismo
Em 20 de janeiro de 2024, Genoino sugeriu boicote ao que chamou de "empresas de judeus" durante entrevista em um canal do YouTube, em fala considerada antissemita por organizações judaicas. Na mesma ocasião ele também afirmou que, em sua opinião, o Brasil deveria romper relações comerciais com o Estado de Israel. A deputada federal Tabata Amaral (PSB-SP) manifestou-se em suas redes sociais contra a declaração de Genoino, afirmando que o "incentivo a um 'boicote às empresas de judeus' é absurdo, antissemita e não deveria caber em um país democrático e plural". O deputado estadual Guto Zacarias (UNIÃO-SP) apresentou notícia-crime ao Ministério Público de São Paulo contra Genoino, por racismo, argumentando que "o boicote defendido por Genoino fere a liberdade de crença prevista na Convenção da ONU contra toda forma de discriminação; ademais, priva alguém (empresários judeus) de direitos por motivos de crença religiosa, ferindo a Constituição Federal". Em resposta, José Genoino negou ser antissemita e afirmou ter "defendido, incansavelmente, o cessar-fogo, a paz entre os povos e a solidariedade ao povo palestino".

### Envolvimento no escândalo do mensalão
Renunciou à presidência do PT em julho de 2005, após sofrer denúncias de corrupção relacionadas ao escândalo do mensalão.

### Condenação
Em 30 de março de 2006, foi denunciado pelo Procurador Geral da República ao Supremo Tribunal Federal (STF) como um dos líderes do grupo. Em agosto de 2007, o STF aceitou a denúncia de Genoino e outros 11 réus pelos crimes de corrupção ativa e formação de quadrilha. Nas eleições de 2006 Genoino conseguiu ser eleito para a Câmara de Deputados, tendo recebido quase cem mil votos, e passou a contar com foro privilegiado.
Foi condenado inicialmente a 6 anos e 11 meses de reclusão pelos crimes de corrupção ativa e formação de quadrilha pelo Supremo Tribunal Federal em 9 de outubro de 2012. Mesmo tendo sido condenado, assumiu em 2 de janeiro de 2013 como deputado federal.
Em 15 de novembro de 2013, após sua prisão ter sido decretada pelo STF, entregou-se à Polícia Federal em São Paulo, sendo preso. Transferido para Brasília, passou a ocupar uma cela para condenados a regime fechado.
Em 27 de fevereiro de 2014, após recurso por meio de embargos infringentes, foi absolvido do crime de formação de quadrilha, tendo a pena reduzida para 4 anos e 8 meses, apenas pelo crime de corrupção ativa.
Em 18 de agosto de 2020, a 3ª Turma do Tribunal Regional Federal da 1ª Região, acolhendo manifestação do Ministério Público Federal, decretou, de ofício, a extinção da punibilidade de José Genoino. Em manifestação, o MPF argumentou que transcorrera lapso temporal superior ao definido pelo CP entre o recebimento da denúncia e a decisão condenatória de primeiro grau. Assim, a pretensão punitiva estatal estava de fato prescrita.

### Multa do mensalão
Em 6 de janeiro de 2014, foi intimado pela Vara de Execuções Penais de Brasília a pagar, em dez dias úteis, multa de 468 mil reais. No entanto, um site, criado três dias depois por amigos e apoiadores do deputado, arrecadou 762 mil reais em doações. Genoino qualificou a ação como "uma vitória da solidariedade".

### Extinção da pena
Após a então presidente Dilma Rousseff expedir decreto de indulto natalino, prevendo o perdão a todos os condenados do país que estivessem cumprindo pena em regime aberto ou em prisão domiciliar e aos quais faltassem menos de 8 anos para o cumprimento da pena, o STF extinguiu a pena de Genoino em 4 de dezembro de 2014. Ele se encontrava em prisão domiciliar desde o dia 7 de agosto, quando progredira do regime semiaberto para o aberto.

### Absolvido pelo TRF 1
Em 18 de Agosto de 2020 a 3ª turma do Tribunal Regional Federal da 1ª Região (TRF 1), em Brasília, absolveu o ex-presidente do PT, José Genoíno e o ex-tesoureiro do partido Delúbio Soares dos crimes de falsidade ideológica na ação penal relativa ao chamado Mensalão.
A sentença foi proferida quinze anos do início do processo, que é um desdobramento do caso julgado pelo Supremo Tribunal Federal (STF).
Em maio de 2023, o ministro do STF Dias Toffoli comentou durante um julgamento envolvendo o ex-presidente Fernando Collor que, no caso do mensalão, votou pela condenação de réus que considerava inocentes, de modo a poder participar da dosimetria das suas penas. Toffoli citou diretamente Genoino: "Mas todos nós que conhecemos o José Genoino sabemos que ele não tinha ideia do que estava se passando, completamente ingênuo e inocente em tudo que aconteceu. Todavia, ele havia assinado o contrato de financiamento [junto ao tesoureiro do PT, Delúbio Soares]. Portanto, acabei por optar votar pela condenação, mas a pena que eu propus foi de 2 anos e 8 meses de prisão, o que tornava-a prescrita". Em reação, Genoino disse em entrevista ao Brasil 247 que Toffoli confessara um crime.

## Vida pessoal
Atualmente, José Genoino é casado com Rioco Kayano, uma nipo-brasileira que conheceu nas reuniões do PCdoB em 1969 e começou a namorar quando ambos estiveram presos juntos em 1973. É pai de três filhos: Miruna, Ronan e Mariana.
Genoino também é irmão de José Nobre Guimarães, o deputado federal cearense mais votado em 2006, mas que ganhou notoriedade nacional quando um de seus assessores, José Adalberto Vieira da Silva, foi preso em 2005 ao tentar embarcar em um voo de São Paulo para Fortaleza com 209 mil reais em uma mala e 100 mil dólares escondidos na cueca.
No ano de 2006 foi publicado um trabalho de entrevistas dadas por José Genoino a Denise Paraná, autora do livro Lula, o filho do Brasil. Entre o Sonho e o Poder é a resultante de várias conversas e depoimentos de José Genoino à jornalista Denise Paraná. Apesar disso, não se trata de uma obra de jornalismo investigativo, e sim um conjunto de entrevistas exclusivas ofertadas pelo deputado à jornalista.

## Desempenho eleitoral
| Ano  | Eleição                | Partido | Cargo            | Votos     | %                 | Resultado  | Ref    |
| ---- | ---------------------- | ------- | ---------------- | --------- | ----------------- | ---------- | ------ |
| 1982 | Estaduais em São Paulo | PT      | Deputado federal | 58.650    | 0,51%             | Eleito     |        |
| 1986 | Estaduais em São Paulo | PT      | Deputado federal | 28.054    | 0,18%             | Eleito     |        |
| 1990 | Estaduais em São Paulo | PT      | Deputado federal | 71.621    | 0,42%             | Eleito     |        |
| 1994 | Estaduais em São Paulo | PT      | Deputado federal | 192.230   | 1,04%             | Eleito     |        |
| 1998 | Estaduais em São Paulo | PT      | Deputado federal | 306.988   | 1,97%             | Eleito     |        |
| 2002 | Estaduais em São Paulo | PT      | Governador       | 6.361.747 | 32,45% (1º Turno) | Não eleito | [ 39 ] |
| 2002 | Estaduais em São Paulo | PT      | Governador       | 8.470.863 | 41,36% (2º Turno) |            |        |
| 2006 | Estaduais em São Paulo | PT      | Deputado federal | 98.729    | 0,48%             | Eleito     | [ 40 ] |
| 2010 | Estaduais em São Paulo | PT      | Deputado federal | 92.361    | 0,50%             | Suplente   | [ 41 ] |